# جاستن هاينز
جاستن هاينز هو مغن مؤلف كندي، ولد في 1982 في نيوماركت في كندا.

## وصلات خارجية
- الموقع الرسمي
- جاستن هاينز على موقع ميوزك برينز (الإنجليزية)
- جاستن هاينز على موقع أول ميوزيك (الإنجليزية)
- جاستن هاينز على موقع ديسكوغز (الإنجليزية)